# The Hut on Sycamore Gap
The Hut on Sycamore Gap è un cortometraggio muto del 1915 diretto da Burton L. King.

## Produzione
Il film fu prodotto dalla Selig Polyscope Company.

## Distribuzione
Distribuito dalla General Film Company, il film - un cortometraggio in una bobina registrato con il titolo The Hut in Sycamore Gap - uscì nelle sale cinematografiche statunitensi il 30 gennaio 1915.